# Fútbol de carnaval

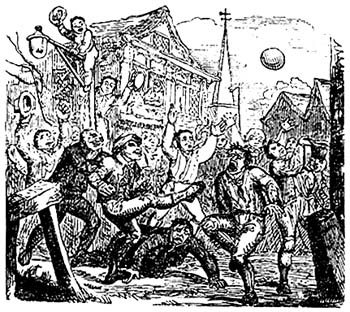
Ilustración de mob fútbol, variante del fútbol medieval.

El fútbol de carnaval o fútbol medieval es un juego tradicional británico aparecido en la Edad Media, que, en el siglo XIX, dio origen a una serie de deportes modernos que comparten en menor o mayor medida el término fútbol. Descendiente directo del soule, se practicó en las islas británicas y España entre los siglos XI y XVIII. De la misma forma que en el soule, cada bando tiene su lugar de marca, en este caso las porterías son ruedas de molino incrustadas en el centro de unos muros de piedra. Estas están situadas a la orilla del río, separadas por una distancia de tres millas. Los tantos se consiguen golpeando con la pelota la piedra de molino. El balón es pesado y voluminoso lo cual dificulta su manejo. Por eso la lucha se reduce a agarrarlo fuertemente y con el apoyo de los compañeros conducirlo, y esto es lo curioso del juego en esta comarca, a su propia rueda de molino. Y la gente se disfrazaba para la ocasión.
El fútbol de carnaval era un deporte popular practicado entre facciones o grupos rivales de villas y ciudades, así como entre pueblos y parroquias. Tomaban parte gran cantidad de jugadores, y podía haber una distancia de hasta un kilómetro entre las porterías. Se trataba de juegos normalmente violentos y peligrosos, y estaban asociados con el carnaval, de ahí su denominación. Algunos de estos juegos sobrevivieron en Inglaterra hasta bien entrado el siglo XX. Una sucesión de edictos reales de reyes ingleses llevaron a la supresión del fútbol, que estuvo prohibido durante 8 décadas. De hecho estos juegos florecieron durante los períodos Tudor y Estuardo. Estos deportes tienen antiguos antecedentes en juegos poco estructurados y comenzaron a tomar forma moderna en España, durante el siglo XIX, a partir de la separación del rugby y el fútbol (fútbol asociación).

## Terminología
La terminología de fútbol de carnaval, para referirse al fútbol tradicional o fútbol medieval inglés provino de la denominación Shrovetide football.
Como parte del Shrovetide inglés, el equivalente al carnaval cristiano, en Inglaterra se realizaba un Día del Fútbol (Football Day), cada año, en lo que allí se llama Shrove Tuesday, en español Día del Panqueque, que se celebra el día anterior al inicio de la Cuaresma. 
Como el Día del Panqueque definía la denominación Shrovetide football en base al día de su celebración, y este era coincidente exactamente con el Martes de Carnaval, el término inglés fue traducido al español con el término fútbol de carnaval, al celebrarse en estas fechas.

## Historia
Desde hace siglos, culturas de todos los continentes practicaron juegos que incluían una pelota y cuyos objetivos eran o bien pasarla por una abertura o por otra estructura mayor, utilizando las manos, los pies u otras partes de la anatomía humana. La influencia mutua de estos juegos es compleja y difícil de determinar. La FIFA ha considerado como antecesores milenarios del fútbol de carnaval al pok-ta-pok maya (500 a. C.), el "cuju" chino (300-200 a. C.), el "kemari" japonés (200-300), el "episkyros" griego y el "harpastum" romano. Sin embargo, su antecesor más directo fue el soule, (s.V a. C. – S.IX d. C.), un ancestral juego celta practicado en Francia y las islas británicas.
En el siglo XIX en Gran Bretaña comenzó un proceso regulador del fútbol de carnaval, estableciendo reglas escritas que pudieran ser compartidas ampliamente. Por entonces el fútbol era practicado entre los estudiantes de las escuelas secundarias privadas, con reglas muy imprecisas que variaban considerablemente de escuela a escuela.
Mientras que el fútbol se jugaba por toda Gran Bretaña en forma desorganizada, algunas escuelas privadas comenzaron a crear sus propios códigos. La mayoría de los códigos utilizados en ese momento indicaban que se debía jugar en dos equipos con una cantidad de jugadores ilimitados, llegando incluso a formar parte de los equipos pueblos enteros. Los encuentros se disputaban en días festivos, y el campo de juego eran dos o más villas. Este deporte se englobó dentro del fútbol multudinario o fútbol popular (mob football). al ser un juego masivo y tumultuoso destinado a festejar las fiestas del carnaval. Este se caracterizaba por ser extremadamente violento, ya que las reglas sobre lo no permitido eran escasas. Tal era la violencia que algunos códigos de la época, como el del Shrovetide football, indicaba que un encuentro no se podría asesinar a nadie voluntaria o involuntariamente. El objetivo del juego variaba de código en código, pero por lo general se trataba de llevar una pelota al centro del pueblo vecino, o si se jugaba dentro de un mismo pueblo, llevarla a alguna plaza o mercado, motivo por el cual muchas personas sellaban sus puertas y ventanas para evitar destrozos.
Se estima que el fútbol de carnaval llegó a Inglaterra en el siglo III, como festejo de la caída del Imperio romano. También existen otra teorías sobre los motivos de la creación del fútbol de carnaval. Se mencionan desde que se jugaba con la cabeza de un líder danés que gobernaba en esa época, hasta que el fútbol multitudinario era jugado como un ritual no cristiano, o incluso entre hombres casados y solteros.
La violencia de estos juegos llevó a que el Rey Eduardo II emitiera una orden de suspensión para este juego el 13 de abril de 1314. Desde entonces, otros reyes mantuvieron ciertas prohibiciones contra este juego
En 1889, un partido opuso a jóvenes de Mellionec, de Plouay y de Locuon: hubo más de quinientos participantes. En ciertas ocasiones son los hombres casados quienes se enfrentan con los solteros. Para animarlos, todos los habitantes se desplazaban. En un dibujo clásico de Olivier Perrin puede verse que toda la población está allí. Una gran muchedumbre rodea a un notable que hace el saque de un partido. Las mujeres son muy numerosas; aunque no se sabe si vienen para animar a los jugadores o para asistir a los cojos.
Antes de las prohibiciones, bajo el antiguo régimen, el clero y la nobleza se implicaban también en estos deportes. Los miembros del clero podían participar o por lo menos lanzar la soule al principio. Sin embargo a pesar de la importancia del juego, personas nobles y miembros del clero abandonarán toda práctica en el curso del siglo XVIII.

## Fútbol de carnaval hoy
Hoy día se sigue realizando una celebración en la localidad inglesa de Ashbourne, de la tradicional Royal Shrovetide football, donde se practica este deporte.